# 四国新聞ニュース
四国新聞ニュース（しこくしんぶんニュース）は、RNC西日本放送で放送されている四国新聞協力のローカルニュースである。

## 時間帯
ラジオ番組
毎時00分の放送が基本。また2007年4月改編時より月 - 金の日中ワイド番組内で毎時30分頃「インターネットニュースサイト四国ニュース」と題したスポットニュースも加わっている。なお一部時間帯は「RNC読売新聞ニュース」あるいは「RNCニュース」というタイトルが使われている。
テレビ番組
「JUST NEWS」（週末夕方）や「RNCニューススポット」（毎日21時前）として放送する他、各全国ニュースのローカルパートとしても放送されている。

## その他
同じNNN&JRN・NRN系列局であるJRT四国放送のローカルニュースタイトルは「徳島新聞ニュース」。また西日本新聞（西日本新聞ニュース）とは全く無関係。

## 関連番組
- RNC news every.（月 - 金 18:16 - 19:00）
- 情報あ～る!!
- RNC TODAY（月 - 金 17:15 - 18:05）